# Wilde Zwanen
Wilde zwanen: drie dochters van China is een autobiografisch-historisch boek van de Chinees-Britse schrijfster Jung Chang, dat oorspronkelijk in 1991 in het Engels verscheen onder de titel Wild Swans: Three Daughters of China. Het werd vertaald door Paul Syrier. Het boek vertelt de levensverhalen van drie generaties vrouwen uit haar familie — haar grootmoeder, moeder en zichzelf — verweven met de ingrijpende politieke en maatschappelijke ontwikkelingen in het China van de twintigste eeuw. Chang beschrijft de invloed van oorlog, communisme en de Culturele Revolutie.
Wilde zwanen won in 1992 de NCR Book Award, een prestigieuze Britse prijs voor non-fictie. Het boek werd in 1993 uitgeroepen tot British Book of the Year. Het boek is vertaald in 37 talen en er zijn wereldwijd meer dan 13 miljoen exemplaren van verkocht.

## Verhaal
Wilde zwanen behandelt het waargebeurde verhaal van drie generaties vrouwen in China: de grootmoeder van Jung Chang, die leefde in het feodale China; haar moeder, die opklom binnen de Communistische Partij; en Jung Chang zelf, die opgroeide tijdens de Culturele Revolutie. Het boek schetst hoe hun levens in het teken stonden van oorlog, onderdrukking, ideologie en familiebanden.

## Ontwikkeling
Jung Chang schreef het boek nadat ze zich in het Verenigd Koninkrijk had gevestigd en daar aan de universiteit had gestudeerd. Ze begon aan Wilde zwanen in de jaren 1980 en werkte er meerdere jaren aan. Ze schreef de hoofdstukken op basis van persoonlijke herinneringen, aangevuld met zorgvuldig historisch onderzoek. De stijl is verhalend, waarmee ze het brede publiek wist te bereiken.

## Ontvangst
Wilde zwanen werd een internationaal succes en is vertaald in meer dan dertig talen, waaronder het Nederlands. In Nederland werd het ruim 600.000 keer verkocht. Ondanks de grote populariteit is het boek in de Volksrepubliek China verboden, vanwege de kritische weergave van het communistische regime en met name de Culturele Revolutie onder Mao Zedong. In veel andere landen wordt het boek echter gebruikt in het onderwijs en in academische opleidingen als inleiding op de recente Chinese geschiedenis.